# Habuba Kabira
Habuba Kabira (en arabe : tall ḥabūba al-kabīra, تل حبوبة الكبيرة) est un site archéologique de Syrie du Nord, fondé vers 3500 av. J.-C. (période d'Uruk V et IV, ou Uruk moyen). Fouillé par la Deutsche Orient-Gesellschaft et le Comité belge de recherches historiques, épigraphiques et archéologiques en Mésopotamie de 1967 à 1975, le site a été enfoui sous les eaux du lac Al-Assad par le barrage de Tabqa en 1975. Il a néanmoins fourni « le plan presque complet d’une ville de la fin du IVe millénaire avec son rempart, ses rues, ses grands bâtiments (les « temples » du tell Qannas) et ses maisons privées. »

## Description
Le site s'élève seulement à quelques dizaines de centimètres au-dessus de la plaine, incluant dans sa partie méridionale un tell plus prononcé du nom de Qannas (en arabe : tall qanāṣ, تل قناص). La ville, qui présente les caractéristiques d'une ville neuve (100 à 150 ans de vie), est ceinte d'un rempart rectiligne rythmé régulièrement par des tours et des portes, sur 400 m du nord au sud et 150 m au moins d'ouest en est. Une longue artère de direction générale nord-sud forme, dans l'état présent, une sorte d'épine dorsale de l'agglomération. Des rues perpendiculaires desservent les quartiers d'habitation dans lesquels des impasses permettent de rejoindre les maisons les plus reculées. Les maisons, de tailles variées, sont généralement organisées à partir d'un espace central sur lequel donnent de belles salles et des dépendances de moindre importance. Le pôle majeur de la cité, le Tell Qannas, est occupé par des bâtiments tripartites et une salle qui s'apparentent aux halls à piliers d'Uruk.
Sur la rive droite de l'Euphrate, à quelques kilomètres d'Habuba Kabira, mais cette fois au sommet du rebord du plateau, le site du Djebel Aruda, offre, à une échelle moindre, des installations de même nature : un réseau de maisons d'habitation et au centre, sur une sorte de terrasse surélevée, un ensemble monumental formé de deux édifices de plan tripartite. Sur l'autre rive du fleuve, Sheikh Hassan possède aussi des installations typiques de l'époque d'Uruk avec en particulier des édifices tripartites considérés habituellement comme des « temples », bien que cela soit contesté. Ces agglomérations sont soit le produit d'un développement régional spontané dans la boucle de l'Euphrate, soit le fait d'une colonisation de populations sumériennes. Placées sur l'Euphrate qui arrosait Uruk, à l'endroit précis où la route terrestre venant de la Syrie côtière rejoint le fleuve, il semble qu'elles soient des colonies de nature commerciale, approvisionnant en bois la région d'Uruk.
Cette ville constitue la plus ancienne ville fortifiée du Proche-Orient possédant un rempart et un avant mur.
Le rempart englobe une superficie d'environ 20 ha ; il est rectiligne et composé d'un mur de 3 m à 3,30 m d'épaisseur. Des tours et des bastions sont disposés à intervalles réguliers. Deux portes (la porte de Qannas et la porte de Habuba) permettent l'accès à la ville. Un avant-mur, plus mince, situé à 5 m en avant du rempart, double celui-ci sur toute sa longueur.